# Anything (3T)
Anything è il singolo di debutto del gruppo musicale statunitense 3T, prodotto dalla MJJ Music e pubblicato il 12 settembre 1995 dalla Sony Music come primo estratto dal loro primo album in studio, Brotherhood.

## Descrizione
Fu la prima canzone realizzata come singolo dal gruppo composto dai tre fratelli Taj, Taryll e TJ, figli di Tito Jackson dei Jackson 5. Prima di allora avevano partecipato a qualche colonna sonora, come con le canzoni Didn't Meant To Hurt You e What Will It Take (quest'ultima ripubblicata anche come Lato B del CD singolo di Anything) pubblicate rispettivamente nelle colonne sonore dei film Free Willy (1993) e Free Willy 2 (1995), entrambe prodotte dalla MJJ Music, etichetta discografica di proprietà di loro zio Michael Jackson, che li mise sotto contratto e li aiutò anche a produrre questo singolo e il relativo album.

## Video musicale
Il video musicale della canzone venne diretto da David Nelson e vede protagonisti i tre fratelli mentre interpretano le strofe della canzone in un appartamento di una grande città statunitense mentre fuori imperversa un temporale. Le loro immagini sono inframezzate da quelle di una ragazza che va via con una valigia dallo stesso appartamento e corre sotto la pioggia per recarsi ad una fermata di un autobus. Alla fine del video, i tre ragazzi salgono su un pick-up e decidono di raggiungere la fermata per prendere la donna prima che essa vada via ma vedono il bus e pensano che la ragazza lo abbia preso. Lei, in realtà, è rimasta seduta alla fermata lasciando andare via il bus e, quando vede i tre ragazzi, attraversa la strada per raggiungerli ma, con loro stupore, svanisce nel nulla davanti ai loro occhi. Il video ha raggiunto le 24 milioni di visualizzazioni sul canale YouTube Vevo ufficiale dei 3T.

## Tracce
CD singolo
1. Anything (Single Edit with Acappella Intro) – 4:24
2. What Will It Take – 5:16

CD maxi
1. Anything (Single Edit with Acappella Intro) – 4:24
2. Anything (Cool out Urban Mix) – 4:00
3. Anything (2B3 Street Level Mix) – 4:32
4. Anything (2B3 Instrumental Mix) – 4:33
5. Anything (Misty Funk Mix) – 4:22
6. Anything (Cory's R&B Smooth Mix) – 3:50

12" maxi
1. Anything (2B3 Street Level Mix) – 4:32
2. Anything (2B3 Instrumental Mix) – 4:33
3. Anything (Single Edit with Acappella Intro) – 4:24
4. Anything (Misty Funk Mix) – 4:22
5. Anything (Cool out Urban Mix) – 4:00
6. Anything (Cory's R&B Smooth Mix) – 3:50

## Classifiche
| Classifica (1995-1996)                 | Posizione |
| -------------------------------------- | --------- |
| Australia                              | 5         |
| Belgio (Fiandre)                       | 13        |
| Belgio (Vallonia)                      | 9         |
| Europa                                 | 8         |
| Europa (Dance)                         | 1         |
| Francia                                | 6         |
| Germania                               | 12        |
| Irlanda                                | 2         |
| Norvegia                               | 3         |
| Nuova Zelanda                          | 23        |
| Paesi Bassi                            | 4         |
| Regno Unito                            | 2         |
| Svezia                                 | 2         |
| Svizzera                               | 8         |
| Classifica generale di Billboard (USA) | 15        |

| Classifica di fine anno (1996)         | Posizione |
| -------------------------------------- | --------- |
| Australia                              | 31        |
| Belgio (Fiandre)                       | 46        |
| Belgio (Vallonia)                      | 25        |
| Paesi Bassi                            | 11        |
| Europa                                 | 21        |
| Francia                                | 38        |
| Germania                               | 51        |
| Nuova Zelanda                          | 23        |
| Svizzera                               | 21        |
| Regno Unito                            | 20        |
| Classifica generale di Billboard (USA) | 43        |

### Certificazioni
| Paese       | Certificazione | Data            | Vendite certificate |
| ----------- | -------------- | --------------- | ------------------- |
| Australia   | Oro            | 1996            | 35.000+             |
| Francia     | Oro            | 7 febbraio 1996 | 250.000+            |
| Norvegia    | Oro            | 1996            | 5.000+              |
| Regno Unito | Oro            | 1996            | 400.000+            |
| Stati Uniti | Oro            | 26 gennaio 1996 | 700.000+            |